# Tom O'Rourke
Tom O’Rourke (Greenwich Village (New York), 28 maart 1944 – Manhattan (New York), 13 september 2009) was een Amerikaans acteur.

## Biografie
O'Rourke was geboren in Greenwich Village (New York), maar groeide op in de staat Indiana totdat zijn ouders gingen scheiden en hij terugkeerde naar Upper West Side in New York om bij zijn grootouders te gaan wonen. Op achttienjarige leeftijd nam hij dienst in de United States Army en werd een paratrooper bij de 101e Luchtlandingsdivisie in Duitsland. Na zijn diensttijd in het leger ging hij terug naar New York en wist niet wat hij wilde gaan doen en werkte in diverse banen totdat hij een optreden zag in een theater en toen wist hij precies wat hij wilde worden, een acteur. 
O'Rourke begon in 1982 met acteren in de televisieserie The Guiding Light. Hierna heeft hij nog meerdere rollen gespeeld in televisieseries en films zoals Santa Barbara (1988), A Friend to Die For (1994), Law & Order (1996-2001), United 93 (2006), Law & Order: Special Victims Unit (1999-2006) en Winter of Frozen Dreams (2009).
O'Rourke is in 1977 getrouwd en heeft hieruit een kind, op 13 september 2009 is hij gestorven aan de gevolgen van kanker.

## Filmografie

### Films
- 2009 Winter of Frozen Dreams – als medische onderzoeker
- 2009 Against the Current – als havenwerker
- 2007 American Gangster – als bankier
- 2006 United 93 – als Donald Peterson
- 2002 Maid in Manhattan – als Maddox
- 1994 A Friend to Die For – als Mr. Lockwood
- 1988 A Father's Homecomming – als Paul Miller
- 1988 Patty Hearst – als Jim Browning
- 1986 Eagle Island – als Eddie Foster

### Televisieseries
Uitgezonderd eenmalige gastrollen.
- 2008 One Life to Live – als Stan Lowell – 2 afl.
- 1999 – 2006 Law & Order: Special Victims Unit – als rechter Mark Seligman – 20 afl.
- 1996 – 2001 Law & Order – als Peter Behrens – 6 afl.
- 1993 Shaky Ground – als politieagent – 2 afl.
- 1991 – 1992 Reasonable Doubts – als Weaver – 2 afl.
- 1991 Paradise – als marshal Pike – 2 afl.
- 1990 Working Girl – als A.J. Trask – 12 afl.
- 1988 - 1989 Simon & Simon – als Tom Hanrahan - 6 afl.
- 1988 Santa Barbara – als Jason Jacobson – 13 afl.

- Library of Congress Control Number: no2018042146
- Virtual International Authority File: 2566152331601403260001
- WorldCat: E39PBJpJfw8PJQ6k9FxBgwD6rq